# Jaro Medien
Jaro Medien (Eigenschreibweise: JARO Medien) ist ein deutsches unabhängiges Tonträgerunternehmen, das 1981 in Enger gegründet wurde und vor allem Weltmusik und Jazz veröffentlicht, aber auch in den Grenzbereichen zur Klassik und der Mittelaltermusik tätig ist. Angeschlossen ist eine Konzertagentur.

## Geschichte
Ulrich Balß gründete das Unternehmen, um dem Publikum die Möglichkeit zu schaffen, die genreübergreifende Band Piirpauke, die er in Konzerten betreute, auf Platten zu erleben. Einige der Künstler halten dem in Bremen ansässigen Verlag und Label seit 25 Jahren die Treue. Das Unternehmen hat mittlerweile mehr als 250 Tonträger produziert und auf dem Label Jaro veröffentlicht. Einige dieser Veröffentlichungen erhielten herausragende Auszeichnungen. So wurde der bulgarische Frauenchor Angelite 1993 für zwei Grammys nominiert. 1995 gewann Nusrat Fateh Ali Khan den internationalen Musikpreis der UNESCO und die Warsaw Village Band erhielt den BBC World Music Award, sowie den polnischen Fryderyk  (dreimal) und im November 2011 den Vierteljahrespreis der Deutschen Schallplattenkritik. 2011 wurde Hazmat Modine mit dem Grand Prix du Disque der Akademie Charles Cross ausgezeichnet.

## Musiker und Ensembles unter Vertrag
Für das Repertoire von Jaro stehen beispielhaft die folgenden Künstler:
- Aquabella
- Arkady Shilkloper
- Ashia & Bison Rouge
- Betagarri
- Charles Petersohn
- Christian Kaiser
- Dona Rosa
- Farlanders
- Grace Yoon / Roman Bunka
- Karolina Glazer
- Rachelle Garniez
- Hamlet Gonashvili
- Hannes Beckmann
- hartkamp
- Hazmat Modine
- Huun-Huur-Tu
- Jasper van ’t Hof (Piano solo, HotLips, Quartett, Pili-Pili)
- Johannes Cernota
- Joseph Daley
- DaWangGang
- Kayoko Matsushita-Beckmann
- Toshinori Kondō
- Luis Di Matteo
- Mari Boine / Inna Zhelannaya / Sergey Starostin
- Meta Four
- Mikhail Alperin
- Moscow Art Trio
- Nusrat Fateh Ali Khan
- Okay Temiz
- OqueStrada
- Payuta
- Piirpauke
- Sarband
- Julian Spizz
- Tam Echo Tam
- The Blech
- The Bulgarian Voices – Angelite
- The Immigrant Orchestra
- The Shin
- Thomas Beckmann
- Trigon
- Trinovox
- Warsaw Village Band